# Bill Norris
Bill Norris  is de vader van Sam Dekker en Rover Dekker. Bill is getrouwd geweest met Linda en heeft samen met haar twee kinderen. Jarenlang hebben ze als gezin in Canada gewoond. Bill is strenggelovig en wil dat zijn gezin zich inzet voor de kerkgemeenschap. Op achtjarig leeftijd is Rover door de dominee van de kerkgemeenschap seksueel misbruikt. Rover heeft een jaar dit voor zijn ouders verzwegen totdat Linda merkte dat er iets mis was met Rover en hij uiteindelijk wel de waarheid moest vertellen. Rover vertelt Bill en Linda dat hij één jaar is misbruikt, maar Bill gelooft hem niet. Linda wilde een rechtszaak beginnen tegen de dominee, maar Bill was het hier niet mee eens. Linda heeft de rechtszaak verloren en Bill liet zijn gezin financieel in de steek omdat zij de kerkgemeenschap beledigd hadden. Linda is van plan om van Bill te scheiden en samen met haar kinderen naar Nederland te verhuizen. Sam zit op een kostschool en kan dus niet mee met haar moeder en haar broer naar Nederland, hoe graag ze dit ook wil. In de kerstvakantie vliegt Sam over naar Nederland om samen met haar moeder en haar broer kerst te vieren en smeekt ze Linda om ook in Nederland te mogen blijven wonen omdat ze niet terug wil naar Canada. 
Bill besluit na een jaar de kinderen en zijn ex-vrouw Linda op te zoeken in Nederland. Bill is echter naar Nederland gekomen voor één doel, en dat is Linda Dekker terug krijgen. Linda heeft Bill per post de scheidingspapieren opgestuurd en hoopt dat Bill op haar aanbod ingaat zodat ze kan trouwen met Anton, maar Bill wil het liever persoonlijk oplossen en besluit over te vliegen naar Nederland. Onverwachts arriveert Bill bij huize Bouwhuis en is het zowel voor Linda, Rover en Sam een schok om Bill weer te zien na al die jaren. Anton leert Bill ook snel kennen en is bang dat hij Linda verliest door de acties van Bill om Linda terug te krijgen. Rover wil niks meer met zijn vader te maken hebben en grijpt Bill zijn kans om Sam te overtuigen van zijn fouten en wil een nieuwe start maken met zowel Rover als Sam. Bill stelt steeds het moment uit om zijn handtekening te zetten onder de scheidingspapieren en heeft Anton het idee dat Bill niet akkoord gaat. Linda vreest dat Bill langer in Meerdijk blijft om zijn relatie met de kinderen te herstellen. Tijdens het huwelijk van Anton Bouwhuis en Linda Dekker gaat Linda vreemd met Bill. Uiteindelijk kiest ze ook voor Bill en gaan ze samenwonen in het huis van Ludo Sanders en Janine Elschot. Na een paar weken besluit Linda weer weg te gaan bij Bill.
Als Bill Maxime Sanders beter leert kennen, wordt hij verliefd op haar. Hij zoent haar. In eerste instantie heeft Maxime hier geen zin in, maar uiteindelijk wordt ze ook verliefd op Bill. Na een paar weken een relatie te hebben gehad vraagt Bill haar ten huwelijk. Ze zegt 'ja', tot ongenoegen van haar broer Ludo Sanders.
Tijdens een romantische avond in BOKS breekt er plotseling brand uit. Iedereen is in paniek. Door de brand belandt Bill in het ziekenhuis. Zijn verloofde Maxime Sanders overleeft de brand niet en sterft in zijn armen.
Op 31 oktober 2017 keert Bill na alle narigheid van de afgelopen tijd terug naar Canada.

## Relaties
Linda Dekker (huwelijk, 2006–2016)
- Rover Dekker (zoon)
- Sam Dekker (dochter)

Maxime Sanders (zoen, 2017)

Maxime Sanders (relatie/verloofd, 2017)